# Campionato mondiale femminile under 19 di pallavolo 2025
Il Campionato mondiale femminile under 19 di pallavolo 2025, diciannovesima edizione del campionato mondiale, si è svolto dal 2 al 13 luglio 2025 a Osijek, in Croazia e nelle città di Vrnjačka Banja e di Trstenik, in Serbia: al torneo hanno partecipato ventiquattro squadre nazionali under 19 e la vittoria finale è andata per la prima volta alla Bulgaria.

## Impianti
|                                                                                           |                                                                                       |                                                                           |
|                                                                                           |                                                                                       |                                                                           |
| Nastavno-Športska Dvorana Gradski Vrt Città: Osijek Capienza: 3 500 Anno d'apertura: 2008 | Sportska Hala Vlade Divac Città: Vrnjačka Banja Capienza: 1 300 Anno d'apertura: 2008 | Sportska Hala Trstenik Città: Trstenik Capienza: 1 800 Anno d'apertura: ? |

## Regolamento

### Formula
Le squadre, divise in quattro gironi mediante sorteggio, hanno disputato una prima fase strutturata con un girone all'italiana; al termine della prima fase:
- Le prime quattro di ogni girone hanno acceduto alla fase finale per il primo posto, strutturata in ottavi di finale, quarti di finale, semifinali, finale per il terzo posto e finale.
- Le quattro eliminate ai quarti di finale della fase finale per il primo posto hanno acceduto alla fase finale per il quinto posto, strutturata in semifinali, finale per il settimo posto e finale per il quinto posto.
- Le otto eliminate agli ottavi di finale della fase finale per il primo posto hanno acceduto alla fase finale per il nono posto, strutturata in quarti di finale, semifinali, finale per l'undicesimo posto e finale per il nono posto.
- Le quattro eliminate ai quarti di finale della fase finale per il nono posto hanno acceduto alla fase finale per il tredicesimo posto, strutturata in semifinali, finale per il quindicesimo posto e finale per il tredicesimo posto.
- Le ultime due classificate di ogni girone ha acceduto alla fase finale per il diciassettesimo posto, strutturata in quarti di finale, semifinali, finale per il diciannovesimo posto e finale per il diciassettesimo posto.
- Le quattro eliminate ai quarti di finale della fase finale per il diciassettisimo posto hanno acceduto alla fase finale per il ventunesimo posto, strutturata in semifinali, finale per il ventitreesimo posto e finale per il ventunesimo posto[3].

### Criteri di classifica
Se il risultato finale è stato di 3-0 o 3-1 sono stati assegnati 3 punti alla squadra vincente e 0 a quella sconfitta, se il risultato finale è stato di 3-2 sono stati assegnati 2 punti alla squadra vincente e 1 a quella sconfitta.
L'ordine del posizionamento in classifica è stato definito in base a:
- Numero di partite vinte;
- Punti;
- Ratio dei set vinti/persi;
- Ratio dei punti realizzati/subiti;
- Risultati degli scontri diretti[4].

## Squadre partecipanti
Hanno partecipato alla competizioni le squadre delle nazioni organizzatrici, la squadra campione in carica e le nazioni qualificate attraverso i tornei continentali; per completare l'organico tre squadre si sono qualificate grazie al miglior posizionamento nel ranking FIVB.
| Squadra         | Qualificazione                                                             | Ultima partecipazione     |
| --------------- | -------------------------------------------------------------------------- | ------------------------- |
| Argentina       | 2ª al Campionato sudamericano femminile under 19 di pallavolo 2024         | / Croazia e Ungheria 2023 |
| Belgio          | 2ª al Campionato europeo femminile under 18 di pallavolo 2024              | Perù 2015                 |
| Brasile         | 1ª al Campionato sudamericano femminile under 19 di pallavolo 2024         | / Croazia e Ungheria 2023 |
| Bulgaria        | 1ª al Campionato europeo femminile under 18 di pallavolo 2024              | / Croazia e Ungheria 2023 |
| Canada          | 2ª al Campionato nordamericano femminile under 19 di pallavolo 2024        | / Croazia e Ungheria 2023 |
| Cile            | 20ª nel FIVB World Rankings                                                | / Croazia e Ungheria 2023 |
| Cina            | 1ª al Campionato asiatico e oceaniano femminile under 18 di pallavolo 2024 | / Croazia e Ungheria 2023 |
| Croazia         | Paese organizzatore                                                        | / Croazia e Ungheria 2023 |
| Egitto          | 11ª nel FIVB World Rankings                                                | / Croazia e Ungheria 2023 |
| Germania        | 5ª al Campionato europeo femminile under 18 di pallavolo 2024              | / Croazia e Ungheria 2023 |
| Giappone        | 2ª al Campionato asiatico e oceaniano femminile under 18 di pallavolo 2024 | / Croazia e Ungheria 2023 |
| Italia          | 3ª al Campionato europeo femminile under 18 di pallavolo 2024              | / Croazia e Ungheria 2023 |
| Messico         | 4ª al Campionato nordamericano femminile under 19 di pallavolo 2024        | / Croazia e Ungheria 2023 |
| Perù            | 3ª al Campionato sudamericano femminile under 19 di pallavolo 2024         | / Croazia e Ungheria 2023 |
| Polonia         | 4ª al Campionato europeo femminile under 18 di pallavolo 2024              | / Croazia e Ungheria 2023 |
| Porto Rico      | 3ª al Campionato nordamericano femminile under 19 di pallavolo 2024        | / Croazia e Ungheria 2023 |
| Rep. Dominicana | 5ª al Campionato europeo femminile under 18 di pallavolo 2024              | / Croazia e Ungheria 2023 |
| Serbia          | Paese organizzatore                                                        | / Croazia e Ungheria 2023 |
| Spagna          | 6ª al Campionato europeo femminile under 18 di pallavolo 2024              | Croazia 2001              |
| Stati Uniti     | Campione in carica                                                         | / Croazia e Ungheria 2023 |
| Taipei cinese   | 3ª al Campionato asiatico e oceaniano femminile under 18 di pallavolo 2024 | Perù 2015                 |
| Thailandia      | 4ª al Campionato asiatico e oceaniano femminile under 18 di pallavolo 2024 | / Croazia e Ungheria 2023 |
| Tunisia         | 1ª al Campionato africano femminile under 18 di pallavolo 2024             | Thailandia 2013           |
| Turchia         | 4ª nel FIVB World Rankings                                                 | / Croazia e Ungheria 2023 |

## Torneo

### Prima fase
| Girone A   | Girone B        | Girone C    | Girone D |
| ---------- | --------------- | ----------- | -------- |
| Canada     | Argentina       | Bulgaria    | Belgio   |
| Croazia    | Brasile         | Perù        | Cile     |
| Egitto     | Porto Rico      | Polonia     | Cina     |
| Germania   | Rep. Dominicana | Spagna      | Giappone |
| Messico    | Serbia          | Stati Uniti | Italia   |
| Thailandia | Taipei cinese   | Turchia     | Tunisia  |

#### Girone A

##### Risultati
| 2 luglio 2025 Dvorana Gradski Vrt, Osijek Durata: 2h:00 - Spettatori: 500 | Egitto     | 1 - 3 | Canada     | 23-25, 25-14, 21-25, 18-25        |
| 2 luglio 2025 Dvorana Gradski Vrt, Osijek Durata: 1h:48 - Spettatori: 600 | Croazia    | 3 - 2 | Germania   | 20-25, 25-23, 25-17, 22-25, 15-10 |
| 2 luglio 2025 Dvorana Gradski Vrt, Osijek Durata: 1h:03 - Spettatori: 20  | Thailandia | 0 - 3 | Messico    | 20-25, 14-25, 20-25               |
| 3 luglio 2025 Dvorana Gradski Vrt, Osijek Durata: 1h:29 - Spettatori: 40  | Egitto     | 1 - 3 | Germania   | 25-22, 20-25, 16-25, 21-25        |
| 3 luglio 2025 Dvorana Gradski Vrt, Osijek Durata: 1h:54 - Spettatori: 200 | Croazia    | 3 - 1 | Messico    | 25-17, 23-25, 25-22, 25-19        |
| 3 luglio 2025 Dvorana Gradski Vrt, Osijek Durata: 1h:31 - Spettatori: 100 | Thailandia | 3 - 1 | Canada     | 22-25, 25-12, 25-17, 25-22        |
| 4 luglio 2025 Dvorana Gradski Vrt, Osijek Durata: 1h:28 - Spettatori: 60  | Messico    | 1 - 3 | Germania   | 25-23, 20-25, 16-25, 12-25        |
| 4 luglio 2025 Dvorana Gradski Vrt, Osijek Durata: 1h:56 - Spettatori: 500 | Croazia    | 3 - 1 | Canada     | 25-19, 30-28, 25-27, 35-33        |
| 4 luglio 2025 Dvorana Gradski Vrt, Osijek Durata: 1h:36 - Spettatori: 50  | Thailandia | 1 - 3 | Egitto     | 21-25, 18-25, 26-24, 22-25        |
| 6 luglio 2025 Dvorana Gradski Vrt, Osijek Durata: 1h:12 - Spettatori: 60  | Canada     | 0 - 3 | Messico    | 19-25, 22-25, 18-25               |
| 6 luglio 2025 Dvorana Gradski Vrt, Osijek Durata: 1h:08 - Spettatori: 500 | Croazia    | 3 - 0 | Egitto     | 25-16, 25-21, 25-15               |
| 6 luglio 2025 Dvorana Gradski Vrt, Osijek Durata: 1h:28 - Spettatori: 92  | Thailandia | 1 - 3 | Germania   | 15-25, 26-24, 17-25, 14-25        |
| 7 luglio 2025 Dvorana Gradski Vrt, Osijek Durata: 1h:09 - Spettatori: 20  | Egitto     | 0 - 3 | Messico    | 12-25, 23-25, 24-26               |
| 7 luglio 2025 Dvorana Gradski Vrt, Osijek Durata: 1h:40 - Spettatori: 300 | Croazia    | 3 - 2 | Thailandia | 19-25, 25-17, 25-19, 20-25, 15-8  |
| 7 luglio 2025 Dvorana Gradski Vrt, Osijek Durata: 1h:22 - Spettatori: 50  | Canada     | 1 - 3 | Germania   | 25-18, 16-25, 15-25, 23-25        |

##### Classifica
| Pos. | Squadra    | Pt | G | V | P | SV | SP | Ratio | PF  | PS  | Ratio |
| ---- | ---------- | -- | - | - | - | -- | -- | ----- | --- | --- | ----- |
| 1.   | Croazia    | 13 | 5 | 5 | 0 | 15 | 6  | 2,500 | 499 | 436 | 1,144 |
| 2.   | Germania   | 13 | 5 | 4 | 1 | 14 | 7  | 2,000 | 487 | 413 | 1,179 |
| 3.   | Messico    | 9  | 5 | 3 | 2 | 11 | 6  | 1,833 | 382 | 368 | 1,038 |
| 4.   | Thailandia | 4  | 5 | 1 | 4 | 7  | 13 | 0,538 | 404 | 453 | 0,892 |
| 5.   | Canada     | 3  | 5 | 1 | 4 | 6  | 13 | 0,462 | 410 | 467 | 0,878 |
| 6.   | Egitto     | 3  | 5 | 1 | 4 | 5  | 13 | 0,385 | 379 | 424 | 0,894 |

      Qualificata agli ottavi di finale.
      Qualificata ai play-off 17º-24º posto.

#### Girone B

##### Risultati
| 2 luglio 2025 Sportska Hala Vlade Divac, Vrnjačka Banja Durata: 1h:49 - Spettatori: 50  | Argentina       | 3 - 2 | Porto Rico      | 21-25, 25-11, 25-18, 17-25, 15-10 |
| 2 luglio 2025 Sportska Hala Vlade Divac, Vrnjačka Banja Durata: 1h:50 - Spettatori: 150 | Serbia          | 2 - 3 | Taipei cinese   | 19-25, 25-21, 26-28, 25-21, 13-15 |
| 2 luglio 2025 Sportska Hala Vlade Divac, Vrnjačka Banja Durata: 1h:02 - Spettatori: 49  | Brasile         | 3 - 0 | Rep. Dominicana | 25-14, 25-13, 25-20               |
| 3 luglio 2025 Sportska Hala Vlade Divac, Vrnjačka Banja Durata: 1h:05 - Spettatori: 20  | Argentina       | 0 - 3 | Taipei cinese   | 19-25, 19-25, 20-25               |
| 3 luglio 2025 Sportska Hala Vlade Divac, Vrnjačka Banja Durata: 0h:56 - Spettatori: 50  | Serbia          | 3 - 0 | Rep. Dominicana | 25-13, 25-17, 25-20               |
| 3 luglio 2025 Sportska Hala Vlade Divac, Vrnjačka Banja Durata: 1h:11 - Spettatori: 30  | Brasile         | 3 - 0 | Porto Rico      | 25-16, 25-17, 25-20               |
| 4 luglio 2025 Sportska Hala Vlade Divac, Vrnjačka Banja Durata: 1h:27 - Spettatori: 20  | Rep. Dominicana | 1 - 3 | Taipei cinese   | 19-25, 23-25, 25-23, 17-25        |
| 4 luglio 2025 Sportska Hala Vlade Divac, Vrnjačka Banja Durata: 1h:54 - Spettatori: 260 | Serbia          | 3 - 2 | Porto Rico      | 19-25, 26-24, 19-25, 25-10, 18-16 |
| 4 luglio 2025 Sportska Hala Vlade Divac, Vrnjačka Banja Durata: 1h:11 - Spettatori: 59  | Brasile         | 3 - 0 | Argentina       | 25-22, 25-8, 25-23                |
| 6 luglio 2025 Sportska Hala Vlade Divac, Vrnjačka Banja Durata: 1h:06 - Spettatori: 25  | Porto Rico      | 3 - 0 | Rep. Dominicana | 25-22, 25-12, 25-19               |
| 6 luglio 2025 Sportska Hala Vlade Divac, Vrnjačka Banja Durata: 1h:29 - Spettatori: 180 | Serbia          | 3 - 1 | Argentina       | 25-16, 25-23, 20-25, 25-19        |
| 6 luglio 2025 Sportska Hala Vlade Divac, Vrnjačka Banja Durata: 1h:59 - Spettatori: 20  | Brasile         | 3 - 2 | Taipei cinese   | 25-21, 20-25, 25-23, 20-25, 16-14 |
| 7 luglio 2025 Sportska Hala Vlade Divac, Vrnjačka Banja Durata: 1h:52 - Spettatori: 25  | Argentina       | 3 - 2 | Rep. Dominicana | 25-21, 21-25, 22-25, 25-23, 15-12 |
| 7 luglio 2025 Sportska Hala Vlade Divac, Vrnjačka Banja Durata: 1h:26 - Spettatori: 165 | Serbia          | 1 - 3 | Brasile         | 25-21, 21-25, 12-25, 21-25        |
| 7 luglio 2025 Sportska Hala Vlade Divac, Vrnjačka Banja Durata: 1h:49 - Spettatori: 46  | Porto Rico      | 2 - 3 | Taipei cinese   | 22-25, 19-25, 25-22, 25-20, 12-15 |

##### Classifica
| Pos. | Squadra         | Pt | G | V | P | SV | SP | Ratio | PF  | PS  | Ratio |
| ---- | --------------- | -- | - | - | - | -- | -- | ----- | --- | --- | ----- |
| 1.   | Brasile         | 14 | 5 | 5 | 0 | 15 | 3  | 5,000 | 427 | 340 | 1,256 |
| 2.   | Taipei cinese   | 11 | 5 | 4 | 1 | 14 | 8  | 1,750 | 498 | 459 | 1,085 |
| 3.   | Serbia          | 9  | 5 | 3 | 2 | 12 | 9  | 1,333 | 464 | 439 | 1,057 |
| 4.   | Argentina       | 4  | 5 | 2 | 3 | 7  | 13 | 0,538 | 405 | 440 | 0,920 |
| 5.   | Porto Rico      | 6  | 5 | 1 | 4 | 9  | 12 | 0,750 | 420 | 445 | 0,944 |
| 6.   | Rep. Dominicana | 1  | 5 | 0 | 5 | 3  | 15 | 0,200 | 340 | 431 | 0,789 |

      Qualificata agli ottavi di finale.
      Qualificata ai play-off 17º-24º posto.

#### Girone C

##### Risultati
| 2 luglio 2025 Dvorana Gradski Vrt, Osijek Durata: 1h:30 - Spettatori: 150 | Bulgaria    | 1 - 3 | Polonia  | 22-25, 18-25, 25-22, 20-25        |
| 2 luglio 2025 Dvorana Gradski Vrt, Osijek Durata: 1h:13 - Spettatori:     | Turchia     | 3 - 0 | Perù     | 25-14, 25-18, 25-15               |
| 2 luglio 2025 Dvorana Gradski Vrt, Osijek Durata: 1h:32 - Spettatori:     | Stati Uniti | 3 - 1 | Spagna   | 22-25, 25-16, 25-12, 25-23        |
| 3 luglio 2025 Dvorana Gradski Vrt, Osijek Durata: 1h:12 - Spettatori: 200 | Turchia     | 0 - 3 | Polonia  | 24-26, 18-25, 18-25               |
| 3 luglio 2025 Dvorana Gradski Vrt, Osijek Durata: 1h:15 - Spettatori:     | Bulgaria    | 3 - 0 | Spagna   | 25-19, 25-22, 25-21               |
| 3 luglio 2025 Dvorana Gradski Vrt, Osijek Durata: 1h:12 - Spettatori:     | Stati Uniti | 3 - 0 | Perù     | 25-19, 25-18, 25-18               |
| 4 luglio 2025 Dvorana Gradski Vrt, Osijek Durata: 1h:46 - Spettatori: 125 | Turchia     | 2 - 3 | Bulgaria | 20-25, 25-17, 20-25, 25-17, 11-15 |
| 4 luglio 2025 Dvorana Gradski Vrt, Osijek Durata: 1h:33 - Spettatori: 89  | Perù        | 1 - 3 | Spagna   | 18-25, 17-25, 25-19, 9-25         |
| 4 luglio 2025 Dvorana Gradski Vrt, Osijek Durata: 1h:55 - Spettatori: 170 | Stati Uniti | 2 - 3 | Polonia  | 23-25, 25-23, 17-25, 27-25, 14-16 |
| 6 luglio 2025 Dvorana Gradski Vrt, Osijek Durata: 1h:04 - Spettatori: 40  | Polonia     | 3 - 0 | Perù     | 25-16, 25-20, 25-15               |
| 6 luglio 2025 Dvorana Gradski Vrt, Osijek Durata: 1h:23 - Spettatori: 80  | Turchia     | 3 - 1 | Spagna   | 20-25, 25-17, 25-16, 25-14        |
| 6 luglio 2025 Dvorana Gradski Vrt, Osijek Durata: 1h:38 - Spettatori: 120 | Stati Uniti | 2 - 3 | Bulgaria | 15-25, 25-16, 25-27, 25-13, 5-15  |
| 7 luglio 2025 Dvorana Gradski Vrt, Osijek Durata: 1h:54 - Spettatori: 80  | Polonia     | 3 - 2 | Spagna   | 20-25, 25-15, 25-23, 23-25, 15-8  |
| 7 luglio 2025 Dvorana Gradski Vrt, Osijek Durata: 1h:10 - Spettatori: 30  | Bulgaria    | 3 - 0 | Perù     | 25-17, 25-18, 25-23               |
| 7 luglio 2025 Dvorana Gradski Vrt, Osijek Durata: 1h:40 - Spettatori: 150 | Stati Uniti | 3 - 1 | Turchia  | 25-19, 20-25, 25-22, 25-23        |

##### Classifica
| Pos. | Squadra     | Pt | G | V | P | SV | SP | Ratio | PF  | PS  | Ratio |
| ---- | ----------- | -- | - | - | - | -- | -- | ----- | --- | --- | ----- |
| 1.   | Polonia     | 13 | 5 | 5 | 0 | 15 | 5  | 3,000 | 470 | 398 | 1,181 |
| 2.   | Bulgaria    | 10 | 5 | 4 | 1 | 13 | 7  | 1,857 | 430 | 413 | 1,041 |
| 3.   | Stati Uniti | 11 | 5 | 3 | 2 | 13 | 8  | 1,625 | 468 | 430 | 1,088 |
| 4.   | Turchia     | 7  | 5 | 2 | 3 | 9  | 10 | 0,900 | 420 | 389 | 1,080 |
| 5.   | Spagna      | 4  | 5 | 1 | 4 | 7  | 13 | 0,538 | 400 | 444 | 0,901 |
| 6.   | Perù        | 0  | 5 | 0 | 5 | 1  | 15 | 0,067 | 280 | 394 | 0,711 |

      Qualificata agli ottavi di finale.
      Qualificata ai play-off 17º-24º posto.

#### Girone D

##### Risultati
| 2 luglio 2025 Sportska Hala Trstenik, Trstenik Durata: 1h:03 - Spettatori: 50  | Giappone | 3 - 0 | Belgio   | 25-15, 25-16, 25-14               |
| 2 luglio 2025 Sportska Hala Trstenik, Trstenik Durata: 1h:09 - Spettatori: 75  | Cina     | 3 - 0 | Tunisia  | 25-21, 25-18, 25-15               |
| 2 luglio 2025 Sportska Hala Trstenik, Trstenik Durata: 0h:59 - Spettatori: 200 | Italia   | 3 - 0 | Cile     | 25-9, 25-17, 25-11                |
| 3 luglio 2025 Sportska Hala Trstenik, Trstenik Durata: 1h:27 - Spettatori: 50  | Giappone | 3 - 0 | Tunisia  | 28-26, 25-19, 25-18               |
| 3 luglio 2025 Sportska Hala Trstenik, Trstenik Durata: 0h:58 - Spettatori: 75  | Cina     | 3 - 0 | Cile     | 25-17, 25-19, 25-15               |
| 3 luglio 2025 Sportska Hala Trstenik, Trstenik Durata: 1h:27 - Spettatori: 235 | Italia   | 3 - 1 | Belgio   | 17-25, 25-12, 25-21, 25-14        |
| 4 luglio 2025 Sportska Hala Trstenik, Trstenik Durata: 1h:37 - Spettatori: 50  | Giappone | 2 - 3 | Cina     | 25-13, 14-25, 17-25, 25-20, 10-15 |
| 4 luglio 2025 Sportska Hala Trstenik, Trstenik Durata: 1h:10 - Spettatori: 170 | Belgio   | 3 - 0 | Cile     | 25-22, 25-18, 25-16               |
| 4 luglio 2025 Sportska Hala Trstenik, Trstenik Durata: 1h:14 - Spettatori: 180 | Italia   | 3 - 0 | Tunisia  | 25-23, 25-22, 25-18               |
| 6 luglio 2025 Sportska Hala Trstenik, Trstenik Durata: 1h:13 - Spettatori: 54  | Tunisia  | 0 - 3 | Belgio   | 20-25, 22-25, 20-25               |
| 6 luglio 2025 Sportska Hala Trstenik, Trstenik Durata: 0h:58 - Spettatori: 138 | Giappone | 3 - 0 | Cile     | 25-16, 25-14, 25-10               |
| 6 luglio 2025 Sportska Hala Trstenik, Trstenik Durata: 1h:35 - Spettatori: 285 | Italia   | 3 - 1 | Cina     | 13-25, 28-26, 27-25, 25-17        |
| 7 luglio 2025 Sportska Hala Trstenik, Trstenik Durata: 1h:49 - Spettatori: 30  | Tunisia  | 2 - 3 | Cile     | 25-18, 19-25, 22-25, 25-18, 14-16 |
| 7 luglio 2025 Sportska Hala Trstenik, Trstenik Durata: 1h:13 - Spettatori: 80  | Cina     | 3 - 0 | Belgio   | 25-18, 27-25, 25-21               |
| 7 luglio 2025 Sportska Hala Trstenik, Trstenik Durata: 1h:35 - Spettatori: 285 | Italia   | 3 - 1 | Giappone | 25-21, 16-25, 25-22, 25-21        |

##### Classifica
| Pos. | Squadra  | Pt | G | V | P | SV | SP | Ratio | PF  | PS  | Ratio |
| ---- | -------- | -- | - | - | - | -- | -- | ----- | --- | --- | ----- |
| 1.   | Italia   | 15 | 5 | 5 | 0 | 15 | 3  | 5,000 | 426 | 354 | 1,203 |
| 2.   | Cina     | 11 | 5 | 4 | 1 | 13 | 5  | 2,600 | 418 | 353 | 1,184 |
| 3.   | Giappone | 10 | 5 | 3 | 2 | 12 | 6  | 2,000 | 408 | 337 | 1,211 |
| 4.   | Belgio   | 6  | 5 | 2 | 3 | 7  | 9  | 0,778 | 331 | 362 | 0,914 |
| 5.   | Cile     | 2  | 5 | 1 | 4 | 3  | 14 | 0,214 | 286 | 405 | 0,706 |
| 6.   | Tunisia  | 1  | 5 | 0 | 5 | 2  | 15 | 0,133 | 347 | 405 | 0,857 |

      Qualificata agli ottavi di finale.
      Qualificata ai play-off 17º-24º posto.

### Finali 1º e 3º posto
|  | Ottavi di finale | Ottavi di finale | Ottavi di finale |  |  | Quarti di finale | Quarti di finale | Quarti di finale |             |   | Semifinali | Semifinali | Semifinali |             |   | Finale          | Finale          | Finale          |  |
|  |                  |                  |                  |  |  |                  |                  |                  |             |   |            |            |            |             |   |                 |                 |                 |  |
|  | 2D               | Cina             | 3                |  |  |                  |                  |                  |             |   |            |            |            |             |   |                 |                 |                 |  |
|  | 3B               | Serbia           | 2                |  |  | 2D               | Cina             | 1                |             |   |            |            |            |             |   |                 |                 |                 |  |
|  | 1A               | Croazia          | 1                |  |  | 4C               | Turchia          | 3                |             |   |            |            |            |             |   |                 |                 |                 |  |
|  | 4C               | Turchia          | 3                |  |  |                  |                  |                  |             |   | 4C         | Turchia    | 2          |             |   |                 |                 |                 |  |
|  | 2C               | Bulgaria         | 3                |  |  |                  |                  | 2C               | Bulgaria    | 3 |            |            |            |             |   |                 |                 |                 |  |
|  | 3A               | Messico          | 0                |  |  | 2C               | Bulgaria         | 3                |             |   |            |            |            |             |   |                 |                 |                 |  |
|  | 1B               | Brasile          | 3                |  |  | 1B               | Brasile          | 1                |             |   |            |            |            |             |   |                 |                 |                 |  |
|  | 4D               | Belgio           | 0                |  |  |                  |                  |                  |             |   | 2C         | Bulgaria   | 3          |             |   |                 |                 |                 |  |
|  | 2B               | Taipei cinese    | 1                |  |  |                  |                  |                  |             |   |            |            | 3C         | Stati Uniti | 1 |                 |                 |                 |  |
|  | 3D               | Giappone         | 3                |  |  | 3D               | Giappone         | 0                |             |   |            |            |            |             |   |                 |                 |                 |  |
|  | 1C               | Polonia          | 3                |  |  | 1C               | Polonia          | 3                |             |   |            |            |            |             |   |                 |                 |                 |  |
|  | 4A               | Thailandia       | 0                |  |  |                  |                  |                  |             |   | 1C         | Polonia    | 0          |             |   | Finale 3º posto | Finale 3º posto | Finale 3º posto |  |
|  | 2A               | Germania         | 2                |  |  |                  |                  | 3C               | Stati Uniti | 3 |            |            |            |             |   |                 |                 |                 |  |
|  | 3C               | Stati Uniti      | 3                |  |  | 3C               | Stati Uniti      | 3                |             |   |            |            |            |             |   | 4C              | Turchia         | 0               |  |
|  | 1D               | Italia           | 3                |  |  | 1D               | Italia           | 2                |             |   | 1C         | Polonia    | 3          |             |   |                 |                 |                 |  |
|  | 4B               | Argentina        | 1                |  |  |                  |                  |                  |             |   |            |            |            |             |   |                 |                 |                 |  |

#### Ottavi di finale
| 8 luglio 2025 Dvorana Gradski Vrt, Osijek Durata: 1h:03 - Spettatori: 40               | Bulgaria      | 3 - 0 | Messico     | 25-22, 25-16, 25-16               |
| 8 luglio 2025 Sportska Hala Vlade Divac, Vrnjačka Banja Durata: 1h:48 - Spettatori: 80 | Cina          | 3 - 2 | Serbia      | 25-19, 24-26, 24-26, 25-15, 16-14 |
| 8 luglio 2025 Dvorana Gradski Vrt, Osijek Durata: 1h:23 - Spettatori: 400              | Croazia       | 1 - 3 | Turchia     | 12-25, 26-24, 13-25, 12-25        |
| 8 luglio 2025 Sportska Hala Vlade Divac, Vrnjačka Banja Durata: 1h:23 - Spettatori: 30 | Brasile       | 3 - 0 | Belgio      | 26-24, 25-20, 25-19               |
| 8 luglio 2025 Dvorana Gradski Vrt, Osijek Durata: 1h:45 - Spettatori: 102              | Germania      | 2 - 3 | Stati Uniti | 18-25, 28-26, 25-17, 15-25, 13-15 |
| 8 luglio 2025 Sportska Hala Vlade Divac, Vrnjačka Banja Durata: 1h:35 - Spettatori: 15 | Taipei cinese | 1 - 3 | Giappone    | 25-20, 16-25, 22-25, 18-25        |
| 8 luglio 2025 Dvorana Gradski Vrt, Osijek Durata: 1h:07 - Spettatori: 100              | Polonia       | 3 - 0 | Thailandia  | 25-17, 25-20, 25-23               |
| 8 luglio 2025 Sportska Hala Trstenik, Trstenik Durata: 1h:20 - Spettatori: 335         | Italia        | 3 - 1 | Argentina   | 25-17, 22-25, 25-12, 25-12        |

#### Quarti di finale
| 11 luglio 2025 Dvorana Gradski Vrt, Osijek Durata: 1h:33 - Spettatori: 50  | Cina        | 1 - 3 | Turchia | 20-25, 25-23, 19-25, 9-25        |
| 11 luglio 2025 Dvorana Gradski Vrt, Osijek Durata: 1h:18 - Spettatori: 188 | Giappone    | 0 - 3 | Polonia | 20-25, 19-25, 25-27              |
| 11 luglio 2025 Dvorana Gradski Vrt, Osijek Durata: 1h:40 - Spettatori: 94  | Bulgaria    | 3 - 1 | Brasile | 25-15, 21-25, 25-18, 25-20       |
| 11 luglio 2025 Dvorana Gradski Vrt, Osijek Durata: 2h:01 - Spettatori: 250 | Stati Uniti | 3 - 2 | Italia  | 31-29, 23-25, 21-25, 30-28, 15-8 |

#### Semifinali
| 12 luglio 2025 Dvorana Gradski Vrt, Osijek Durata: 2h:01 - Spettatori: 110 | Turchia | 2 - 3 | Bulgaria    | 23-25, 25-18, 21-25, 25-23, 9-15 |
| 12 luglio 2025 Dvorana Gradski Vrt, Osijek Durata: 1h:04 - Spettatori:     | Polonia | 0 - 3 | Stati Uniti | 14-25, 18-25, 19-25              |

#### Finale 3º posto
| 13 luglio 2025 Dvorana Gradski Vrt, Osijek Durata: 1h:08 - Spettatori: 84 | Turchia | 0 - 3 | Polonia | 19-25, 21-25, 20-25 |

#### Finale
| 13 luglio 2025 Dvorana Gradski Vrt, Osijek Durata: 1h:39 - Spettatori: 500 | Bulgaria | 3 - 1 | Stati Uniti | 21-25, 25-16, 25-17, 29-27 |

### Finali 5º e 7º posto
|  | Semifinali 5º-8º posto | Semifinali 5º-8º posto | Semifinali 5º-8º posto |        |    | Finale 5º posto | Finale 5º posto | Finale 5º posto |  |
|  |                        |                        |                        |        |    |                 |                 |                 |  |
|  | 2D                     | Cina                   | 3                      |        |    |                 |                 |                 |  |
|  | 2D                     | Cina                   | 3                      |        |    |                 |                 |                 |  |
|  | 1B                     | Brasile                | 1                      |        |    |                 |                 |                 |  |
|  | 1B                     | Brasile                | 1                      |        | 2D | Cina            | 2               |                 |  |
|  |                        |                        |                        |        | 2D | Cina            | 2               |                 |  |
|  |                        |                        | 1D                     | Italia | 3  |                 |                 |                 |  |
|  | 3D                     | Giappone               | 1D                     | Italia | 3  | 2               |                 |                 |  |
|  | 3D                     | Giappone               |                        |        |    | 2               |                 |                 |  |
|  | 1D                     | Italia                 | 3                      |        |    | Finale 7º posto | Finale 7º posto | Finale 7º posto |  |
|  | 1D                     | Italia                 | 3                      |        |    |                 |                 |                 |  |
|  |                        |                        |                        |        |    |                 |                 |                 |  |
|  |                        |                        |                        |        |    | 1B              | Brasile         | 0               |  |
|  |                        |                        |                        |        |    | 1B              | Brasile         | 0               |  |
|  |                        |                        |                        |        |    | 3D              | Giappone        | 3               |  |

#### Semifinali
| 12 luglio 2025 Dvorana Gradski Vrt, Osijek Durata: 2h:00 - Spettatori: 47 | Cina     | 3 - 1 | Brasile | 23-25, 27-25, 27-25, 28-26       |
| 12 luglio 2025 Dvorana Gradski Vrt, Osijek Durata: 1h:55 - Spettatori: 74 | Giappone | 2 - 3 | Italia  | 25-16, 20-25, 28-26, 22-25, 7-15 |

#### Finale 7º posto
| 13 luglio 2025 Dvorana Gradski Vrt, Osijek Durata: 1h:19 - Spettatori: | Brasile | 0 - 3 | Giappone | 22-25, 23-25, 26-28 |

#### Finale 5º posto
| 13 luglio 2025 Dvorana Gradski Vrt, Osijek Durata: 1h:53 - Spettatori: 22 | Cina | 2 - 3 | Italia | 25-18, 25-21, 25-27, 17-25, 15-17 |

### Finali 9º e 11º posto
|  | Quarti di finale 9º-16º posto | Quarti di finale 9º-16º posto | Quarti di finale 9º-16º posto |           |    | Semifinali 9º-12º posto | Semifinali 9º-12º posto | Semifinali 9º-12º posto |    |                  | Finale 9º posto  | Finale 9º posto  | Finale 9º posto |  |
|  |                               |                               |                               |           |    |                         |                         |                         |    |                  |                  |                  |                 |  |
|  | 3B                            | Serbia                        | 0                             |           |    |                         |                         |                         |    |                  |                  |                  |                 |  |
|  | 3B                            | Serbia                        | 0                             |           |    |                         |                         |                         |    |                  |                  |                  |                 |  |
|  | 1A                            | Croazia                       | 3                             |           |    |                         |                         |                         |    |                  |                  |                  |                 |  |
|  | 1A                            | Croazia                       | 3                             |           | 1A | Croazia                 | 3                       |                         |    |                  |                  |                  |                 |  |
|  |                               |                               |                               |           | 1A | Croazia                 | 3                       |                         |    |                  |                  |                  |                 |  |
|  |                               |                               | 3A                            | Messico   | 0  |                         |                         |                         |    |                  |                  |                  |                 |  |
|  | 3A                            | Messico                       | 3A                            | Messico   | 0  | 3                       |                         |                         |    |                  |                  |                  |                 |  |
|  | 3A                            | Messico                       |                               |           |    |                         |                         |                         |    |                  |                  |                  |                 |  |
|  | 4D                            | Belgio                        | 2                             |           |    |                         |                         |                         |    |                  |                  |                  |                 |  |
|  | 4D                            | Belgio                        | 2                             |           | 1A | Croazia                 | 3                       |                         |    |                  |                  |                  |                 |  |
|  |                               |                               |                               |           |    |                         |                         |                         |    |                  |                  |                  |                 |  |
|  |                               |                               | 4B                            | Argentina | 0  |                         |                         |                         |    |                  |                  |                  |                 |  |
|  | 2B                            | Taipei cinese                 | 4B                            | Argentina | 0  | 3                       |                         |                         |    |                  |                  |                  |                 |  |
|  | 2B                            | Taipei cinese                 |                               |           |    | 3                       |                         |                         |    |                  |                  |                  |                 |  |
|  | 4A                            | Thailandia                    | 1                             |           |    |                         |                         |                         |    |                  |                  |                  |                 |  |
|  | 4A                            | Thailandia                    | 1                             |           | 2B | Taipei cinese           | 1                       |                         |    | Finale 11º posto | Finale 11º posto | Finale 11º posto |                 |  |
|  |                               |                               |                               |           | 2B | Taipei cinese           | 1                       |                         |    |                  |                  |                  |                 |  |
|  |                               |                               | 4B                            | Argentina | 3  |                         |                         |                         |    |                  |                  |                  |                 |  |
|  | 2A                            | Germania                      | 4B                            | Argentina | 3  | 1                       |                         |                         | 3A | Messico          | 1                |                  |                 |  |
|  | 2A                            | Germania                      |                               |           |    |                         |                         |                         | 3A | Messico          | 1                |                  |                 |  |
|  | 4B                            | Argentina                     | 3                             |           |    | 2B                      | Taipei cinese           | 3                       |    |                  |                  |                  |                 |  |

#### Quarti di finale
| 11 luglio 2025 Sportska Hala Vlade Divac, Vrnjačka Banja Durata: 1h:14 - Spettatori: 118 | Serbia        | 0 - 3 | Croazia    | 29-31, 20-25, 12-25               |
| 11 luglio 2025 Sportska Hala Vlade Divac, Vrnjačka Banja Durata: 1h:42 - Spettatori: 14  | Taipei cinese | 3 - 1 | Thailandia | 27-25, 17-25, 25-18, 25-19        |
| 11 luglio 2025 Sportska Hala Vlade Divac, Vrnjačka Banja Durata: 1h:58 - Spettatori: 35  | Messico       | 3 - 2 | Belgio     | 21-25, 22-25, 25-21, 25-19, 15-10 |
| 11 luglio 2025 Sportska Hala Trstenik, Trstenik Durata: 1h:32 - Spettatori: 120          | Germania      | 1 - 3 | Argentina  | 21-25, 20-25, 25-21, 11-25        |

#### Semifinali
| 12 luglio 2025 Sportska Hala Vlade Divac, Vrnjačka Banja Durata: 1h:10 - Spettatori: 10 | Croazia       | 3 - 0 | Messico   | 25-19, 25-16, 25-20        |
| 12 luglio 2025 Sportska Hala Trstenik, Trstenik Durata: 1h:35 - Spettatori: 153         | Taipei cinese | 1 - 3 | Argentina | 25-14, 20-25, 15-25, 18-25 |

#### Finale 11º posto
| 13 luglio 2025 Sportska Hala Trstenik, Trstenik Durata: 1h:47 - Spettatori: 25 | Messico | 1 - 3 | Taipei cinese | 21-25, 28-30, 25-17, 15-25 |

#### Finale 9º posto
| 13 luglio 2025 Sportska Hala Trstenik, Trstenik Durata: 1h:06 - Spettatori: 75 | Croazia | 3 - 0 | Argentina | 25-14, 25-20, 25-17 |

### Finali 13º e 15º posto
|  | Semifinali 13º-16º posto | Semifinali 13º-16º posto | Semifinali 13º-16º posto |            |    | Finale 13º posto | Finale 13º posto | Finale 13º posto |  |
|  |                          |                          |                          |            |    |                  |                  |                  |  |
|  | 3B                       | Serbia                   | 2                        |            |    |                  |                  |                  |  |
|  | 3B                       | Serbia                   | 2                        |            |    |                  |                  |                  |  |
|  | 4D                       | Belgio                   | 3                        |            |    |                  |                  |                  |  |
|  | 4D                       | Belgio                   | 3                        |            | 4D | Belgio           | 1                |                  |  |
|  |                          |                          |                          |            | 4D | Belgio           | 1                |                  |  |
|  |                          |                          | 4A                       | Thailandia | 3  |                  |                  |                  |  |
|  | 4A                       | Thailandia               | 4A                       | Thailandia | 3  | 3                |                  |                  |  |
|  | 4A                       | Thailandia               |                          |            |    | 3                |                  |                  |  |
|  | 2A                       | Germania                 | 2                        |            |    | Finale 15º posto | Finale 15º posto | Finale 15º posto |  |
|  | 2A                       | Germania                 | 2                        |            |    |                  |                  |                  |  |
|  |                          |                          |                          |            |    |                  |                  |                  |  |
|  |                          |                          |                          |            |    | 3B               | Serbia           | 3                |  |
|  |                          |                          |                          |            |    | 3B               | Serbia           | 3                |  |
|  |                          |                          |                          |            |    | 2A               | Germania         | 0                |  |

#### Semifinali
| 12 luglio 2025 Sportska Hala Vlade Divac, Vrnjačka Banja Durata: 1h:49 - Spettatori: 30 | Serbia     | 2 - 3 | Belgio   | 25-22, 20-25, 25-18, 23-25, 10-15 |
| 12 luglio 2025 Sportska Hala Vlade Divac, Vrnjačka Banja Durata: 1h:44 - Spettatori: 20 | Thailandia | 3 - 2 | Germania | 22-25, 21-25, 25-22, 25-16, 15-9  |

#### Finale 15º posto
| 13 luglio 2025 Sportska Hala Vlade Divac, Vrnjačka Banja Durata: 1h:03 - Spettatori: 225 | Serbia | 3 - 0 | Germania | 25-14, 25-21, 25-23 |

#### Finale 13º posto
| 13 luglio 2025 Sportska Hala Vlade Divac, Vrnjačka Banja Durata: 1h:53 - Spettatori: 17 | Belgio | 1 - 3 | Thailandia | 25-20, 20-25, 23-25, 17-25 |

### Finali 17º e 19º posto
|  | Quarti di finale 17º-24º posto | Quarti di finale 17º-24º posto | Quarti di finale 17º-24º posto |            |    | Semifinali 17º-20º posto | Semifinali 17º-20º posto | Semifinali 17º-20º posto |    |                  | Finale 17º posto | Finale 17º posto | Finale 17º posto |  |
|  |                                |                                |                                |            |    |                          |                          |                          |    |                  |                  |                  |                  |  |
|  | 5A                             | Canada                         | 3                              |            |    |                          |                          |                          |    |                  |                  |                  |                  |  |
|  | 5A                             | Canada                         | 3                              |            |    |                          |                          |                          |    |                  |                  |                  |                  |  |
|  | 6C                             | Perù                           | 2                              |            |    |                          |                          |                          |    |                  |                  |                  |                  |  |
|  | 6C                             | Perù                           | 2                              |            | 5A | Canada                   | 3                        |                          |    |                  |                  |                  |                  |  |
|  |                                |                                |                                |            | 5A | Canada                   | 3                        |                          |    |                  |                  |                  |                  |  |
|  |                                |                                | 5B                             | Porto Rico | 1  |                          |                          |                          |    |                  |                  |                  |                  |  |
|  | 5B                             | Porto Rico                     | 5B                             | Porto Rico | 1  | 3                        |                          |                          |    |                  |                  |                  |                  |  |
|  | 5B                             | Porto Rico                     |                                |            |    |                          |                          |                          |    |                  |                  |                  |                  |  |
|  | 6D                             | Tunisia                        | 1                              |            |    |                          |                          |                          |    |                  |                  |                  |                  |  |
|  | 6D                             | Tunisia                        | 1                              |            | 5A | Canada                   | 2                        |                          |    |                  |                  |                  |                  |  |
|  |                                |                                |                                |            |    |                          |                          |                          |    |                  |                  |                  |                  |  |
|  |                                |                                | 5C                             | Spagna     | 3  |                          |                          |                          |    |                  |                  |                  |                  |  |
|  | 5C                             | Spagna                         | 5C                             | Spagna     | 3  | 3                        |                          |                          |    |                  |                  |                  |                  |  |
|  | 5C                             | Spagna                         |                                |            |    | 3                        |                          |                          |    |                  |                  |                  |                  |  |
|  | 6A                             | Egitto                         | 0                              |            |    |                          |                          |                          |    |                  |                  |                  |                  |  |
|  | 6A                             | Egitto                         | 0                              |            | 5C | Spagna                   | 3                        |                          |    | Finale 19º posto | Finale 19º posto | Finale 19º posto |                  |  |
|  |                                |                                |                                |            | 5C | Spagna                   | 3                        |                          |    |                  |                  |                  |                  |  |
|  |                                |                                | 5D                             | Cile       | 0  |                          |                          |                          |    |                  |                  |                  |                  |  |
|  | 5D                             | Cile                           | 5D                             | Cile       | 0  | 3                        |                          |                          | 5B | Porto Rico       | 1                |                  |                  |  |
|  | 5D                             | Cile                           |                                |            |    |                          |                          |                          | 5B | Porto Rico       | 1                |                  |                  |  |
|  | 6B                             | Rep. Dominicana                | 2                              |            |    | 5D                       | Cile                     | 3                        |    |                  |                  |                  |                  |  |

#### Quarti di finale
| 8 luglio 2025 Dvorana Gradski Vrt, Osijek Durata: 1h:51 - Spettatori: 42      | Canada     | 3 - 2 | Perù            | 21-25, 20-25, 25-17, 25-21, 15-12 |
| 8 luglio 2025 Dvorana Gradski Vrt, Osijek Durata: 1h:10 - Spettatori: 100     | Spagna     | 3 - 0 | Egitto          | 25-23, 25-19, 25-21               |
| 8 luglio 2025 Sportska Hala Trstenik, Trstenik Durata: 1h:39 - Spettatori: 56 | Porto Rico | 3 - 1 | Tunisia         | 25-18, 22-25, 25-17, 25-21        |
| 8 luglio 2025 Sportska Hala Trstenik, Trstenik Durata: 1h:52 - Spettatori: 77 | Cile       | 3 - 2 | Rep. Dominicana | 25-17, 26-24, 17-25, 23-25, 15-10 |

#### Semifinali
| 11 luglio 2025 Dvorana Gradski Vrt, Osijek Durata: 1h:41 - Spettatori: 100 | Canada | 3 - 1 | Porto Rico | 25-21, 15-25, 25-23, 25-14 |
| 11 luglio 2025 Dvorana Gradski Vrt, Osijek Durata: 0h:59 - Spettatori: 65  | Spagna | 3 - 0 | Cile       | 25-17, 25-10, 25-20        |

#### Finale 19º posto
| 12 luglio 2025 Dvorana Gradski Vrt, Osijek Durata: 1h:49 - Spettatori: 50 | Porto Rico | 1 - 3 | Cile | 12-25, 25-19, 20-25, 25-27 |

#### Finale 17º posto
| 12 luglio 2025 Dvorana Gradski Vrt, Osijek Durata: 1h:41 - Spettatori: 100 | Canada | 2 - 3 | Spagna | 25-17, 17-25, 25-10, 23-25, 9-15 |

### Finali 21º e 23º posto
|  | Semifinali 21º-24º posto | Semifinali 21º-24º posto | Semifinali 21º-24º posto |        |    | Finale 21º posto | Finale 21º posto | Finale 21º posto |  |
|  |                          |                          |                          |        |    |                  |                  |                  |  |
|  | 6C                       | Perù                     | 3                        |        |    |                  |                  |                  |  |
|  | 6C                       | Perù                     | 3                        |        |    |                  |                  |                  |  |
|  | 6D                       | Tunisia                  | 1                        |        |    |                  |                  |                  |  |
|  | 6D                       | Tunisia                  | 1                        |        | 6C | Perù             | 3                |                  |  |
|  |                          |                          |                          |        | 6C | Perù             | 3                |                  |  |
|  |                          |                          | 6A                       | Egitto | 1  |                  |                  |                  |  |
|  | 6A                       | Egitto                   | 6A                       | Egitto | 1  | 3                |                  |                  |  |
|  | 6A                       | Egitto                   |                          |        |    | 3                |                  |                  |  |
|  | 6B                       | Rep. Dominicana          | 1                        |        |    | Finale 23º posto | Finale 23º posto | Finale 23º posto |  |
|  | 6B                       | Rep. Dominicana          | 1                        |        |    |                  |                  |                  |  |
|  |                          |                          |                          |        |    |                  |                  |                  |  |
|  |                          |                          |                          |        |    | 6D               | Tunisia          | 1                |  |
|  |                          |                          |                          |        |    | 6D               | Tunisia          | 1                |  |
|  |                          |                          |                          |        |    | 6B               | Rep. Dominicana  | 3                |  |

#### Semifinali
| 11 luglio 2025 Sportska Hala Trstenik, Trstenik Durata: 1h:41 - Spettatori: 40 | Perù   | 3 - 1 | Tunisia         | 25-13, 25-23, 18-25, 25-23 |
| 11 luglio 2025 Sportska Hala Trstenik, Trstenik Durata: 1h:19 - Spettatori: 30 | Egitto | 3 - 1 | Rep. Dominicana | 20-25, 25-10, 25-23, 25-15 |

#### Finale 23º posto
| 12 luglio 2025 Sportska Hala Trstenik, Trstenik Durata: 1h:35 - Spettatori: 23 | Tunisia | 1 - 3 | Rep. Dominicana | 23-25, 25-12, 23-25, 20-25 |

#### Finale 21º posto
| 12 luglio 2025 Sportska Hala Trstenik, Trstenik Durata: 1h:51 - Spettatori: 55 | Perù | 3 - 1 | Egitto | 28-26, 25-12, 24-26, 26-24 |

## Classifica finale
| Pos     | Squadra         | Rosa |
| ------- | --------------- | --- |
| Oro     | Bulgaria        | Formazione: 1 S. Ivanova, 2 Ninova, 4 Okoro, 7 Kitipova, 9 Todorova, 14 D. Ivanova, 16 Djankova, 18 Veneva, 19 Parapunova, 20 Sarieva, 21 Angelova, 30 Naneva, CT: Petrov         |
| Argento | Stati Uniti     | Formazione: 3 Taylor, 5 Hayes, 6 Davis, 8 Emch, 10 Hoppe, 11 Kinney, 12 Harris, 13 Nichols, 16 Spears, 17 Mambu, 19 Anderson, 20 Wiest, CT: Cook                                  |
| Bronzo  | Polonia         | Formazione: 2 Kaczmarzyk, 6 Gucwa, 7 Ornoch, 9 Wieczorek, 10 Szewczyk, 14 Mrożek, 16 Pinderska, 17 Wójcik, 18 Koprowska, 19 Dorywalska, 22 Siuda, 23 Koput, CT: Kawka             |
| 4       | Turchia         | Formazione: 1 Uysalcan, 3 Başaran, 5 Kaçmaz, 9 Özerol, 12 Özen, 15 Yener, 18 Akpınar, 20 Zambak, 23 Ceyda Kuyan, 26 Balık, 36 Hasdemir, 99 Ceyl. Kuyan, CT: Pieragnoli            |
| 5       | Italia          | Formazione: 1 Spaziano, 3 Caruso, 4 Peroni, 7 Guerra, 9 Quero, 10 Tosini, 11 Manda, 12 Bonafede, 13 Susio, 16 Cornelli, 17 Gordon, 20 Talarico, CT: Maioli                        |
| 6       | Cina            | Formazione: 1 Jin, 2 Guo, 3 Chen X.H., 6 Cao, 7 Chen Y.F., 8 Wang, 9 Shi, 10 Huang, 11 Li, 13 Chen Z.Y., 16 Song, 17 Zhai, CT: Yuan                                               |
| 7       | Giappone        | Formazione: 1 Kessoku, 2 Furukawa, 3 Tokumoto, 4 Ogino, 5 Nakagawa, 6 Baba, 7 Kono, 8 Toki, 9 Chuganji, 10 Yamashita, 11 Miyajima, 12 Okumo, CT: Okamoto                          |
| 8       | Brasile         | Formazione: 1 Markus, 3 Lima, 4 Micaelli, 7 Guimarães, 8 Hestmann, 11 M. Maccarone, 12 Biondo, 14 L. Maccarone, 16 Ferreira, 17 Rodrigues, 18 Tavares, 21 Belfort, CT: Thomas     |
| 9       | Croazia         | Formazione: 1 Stošić, 3 Caušević, 4 Ivković, 5 Roso, 8 Prkačin, 9 Mlinar, 11 Zolota, 12 Francetić, 13 Vasilj, 14 Morić, 16 Čižmar, 21 Bassene, CT: Ilić                           |
| 10      | Argentina       | Formazione: 1 Williner, 5 Medina, 6 Guerrico, 7 Cugno, 10 Martínez, 11 Matich, 12 Tomasa, 14 Ruelli, 15 Moya, 17 Allub, 19 Pampin, 20 Baldo, CT: Vincente                         |
| 11      | Taipei cinese   | Formazione: 1 Xu, 2 Chiu, 5 Chen Y., 6 Chen P.Y., 7 Wu, 9 Chang, 11 Fan Chang, 13 Tsai, 15 Tseng, 16 Sun, 17 Lu, 20 Lin C.Z., CT: Lin Y.S.                                        |
| 12      | Messico         | Formazione: 1 Morales, 5 Ocampo, 7 Molina, 11 Lepe, 25 Torres, 28 Rada, 31 Rettke, 32 Cruz, 41 Ramírez K., 44 Esquivel, 88 Navarro, 96 Ravell, CT: Ramírez I.                     |
| 13      | Thailandia      | Formazione: 4 Khongnok, 5 Wasan, 6 Panwilai, 7 Phatthaisong, 9 Jaidee, 10 Jatta, 11 Kaewnok, 12 Sengna, 16 Chabamnet, 17 Pumnin, 20 Jongjit, 21 Ta-Hae, CT: Feng                  |
| 14      | Belgio          | Formazione: 2 Joosen, 3 Vanassche, 4 Deleu, 5 Weyers, 6 Timmermans, 7 Vlahovic, 8 Maes, 9 Debout, 10 Josevski, 11 Hall, 14 Peeters, 19 Hoste, CT: Vande Velde                     |
| 15      | Serbia          | Formazione: 1 Vrcelj, 2 Babalj, 5 Ristanović, 6 Gagić, 7 Miovčić, 10 Rnjak, 11 Vujović, 13 Ćirić, 16 Zorić, 18 Ćuk, 19 Martić, 30 Nenadić, CT: Galogaža                           |
| 16      | Germania        | Formazione: 2 Slacanin, 3 Olliges, 4 Schoof, 5 Kranz, 6 Schaarschmidt, 7 Tabacuks, 9 Grozer, 12 Schütte, 15 Loker, 18 Seybering, 20 Steinhilber, 30 Heil, CT: Wolff               |
| 17      | Spagna          | Formazione: 1 Uwagboe, 3 Ginesta, 4 Busquets, 5 Altieri, 6 Polo, 7 Caldentey, 8 Losada, 13 Verbeek, 14 Peña, 16 Botcher, 17 Pavón, 18 Okeke, CT: Orduna                           |
| 18      | Canada          | Formazione: 2 Gent, 3 Zabjek, 6 Wigston, 8 Fermaniuk, 9 Bukovcan, 10 Henson, 11 Matthews, 12 Bell, 13 Nastase, 16 Wasutyk, 24 Catojo, 26 Stojanovic, CT: Schmidt                  |
| 19      | Cile            | Formazione: 1 Nieto, 3 Lema, 4 Valenzuela, 5 Bulnes, 6 Veliz, 7 Grimalt, 8 Tapia, 9 Núñez, 10 Allende, 11 Oyarzo, 15 Aguilera, 17 Schnetzer, CT: Soto                             |
| 20      | Porto Rico      | Formazione: 1 Nieves, 2 Rivera, 3 Reyes, 4 Alvarado, 5 Carrasquillo, 6 Jiménez, 7 Agosto, 8 Atilano, 9 Maldonado, 10 Da. González, 11 Nuñez, 12 Di. Gonzalez, CT: Galarza         |
| 21      | Perù            | Formazione: 1 Villar, 2 Monge, 4 Silva, 6 Toro, 9 Chanca, 10 Rivero, 12 Villanueva, 15 Chalco, 17 Villafuerte, 18 Torres, 19 Palomino, 21 Vásquez, CT: Escudero                   |
| 22      | Egitto          | Formazione: 1 Mohamed, 2 Elnady, 4 Elmasry, 6 Masoud, 7 Awad, 8 Ghobashy, 9 Roukayak, 14 Salem, 17 Elbehiry, 18 Kammer, 20 Saada, 22 Ebrahim, CT: Ali                             |
| 23      | Rep. Dominicana | Formazione: 2 Encarnación, 4 Santos, 5 Hernández, 6 Ruiz, 8 Mercedes, 9 Mondesi, 10 Firpo, 12 Arias, 13 Vargas, 14 De los Santos, 15 Lima, 18 Rivera, CT: Ceccato                 |
| 24      | Tunisia         | Formazione: 2 Attiallah, 3 Chikhaoui, 4 Mbarek, 5 Jeridi, 6 Bouassida, 8 Khelifi, 9 Ben Hamida, 10 Ben Ammar, 12 Toumi, 14 Walha, 16 Ben Abdellatif, 18 Karamosly, CT: Ben Slimen |

## Premi individuali
| Premio                 | Nome            | Squadra     |
| ---------------------- | --------------- | ----------- |
| MVP                    | Dimana Ivanova  | Bulgaria    |
| Miglior palleggiatrice | Dimana Ivanova  | Bulgaria    |
| Miglior opposto        | Henley Anderson | Stati Uniti |
| Miglior schiacciatrice | Kalina Veneva   | Bulgaria    |
| Miglior schiacciatrice | Macaria Spears  | Stati Uniti |
| Miglior centrale       | Denica Angelova | Bulgaria    |
| Miglior centrale       | Maja Koput      | Polonia     |
| Miglior libero         | Viktoria Ninova | Bulgaria    |

## Statistiche
| Rendimento individuale | Rendimento individuale | Rendimento individuale | Rendimento individuale |
| Pos.                   | Nome                   | Punti                  | Squadra                |
| ---------------------- | ---------------------- | ---------------------- | ---------------------- |
| 1                      | Rion Chuganji          | 190                    | Giappone               |
| 2                      | Asja Zolota            | 160                    | Croazia                |
| 3                      | Luize Tavares          | 151                    | Brasile                |
| 4                      | Mila Vlahovic          | 138                    | Belgio                 |
| 5                      | Kalina Veneva          | 137                    | Bulgaria               |

| Attacchi vincenti | Attacchi vincenti | Attacchi vincenti | Attacchi vincenti |
| Pos.              | Nome              | Punti             | Squadra           |
| ----------------- | ----------------- | ----------------- | ----------------- |
| 1                 | Rion Chuganji     | 161               | Giappone          |
| 2                 | Asja Zolota       | 129               | Croazia           |
| 3                 | Luize Tavares     | 119               | Brasile           |
| 4                 | Kalina Veneva     | 115               | Bulgaria          |
| 5                 | Xu Zhen-Xuan      | 111               | Taipei cinese     |

| Muri vincenti | Muri vincenti       | Muri vincenti | Muri vincenti |
| Pos.          | Nome                | Punti         | Squadra       |
| ------------- | ------------------- | ------------- | ------------- |
| 1             | Alessandra Talarico | 40            | Italia        |
| 2             | Begüm Kaçmaz        | 33            | Turchia       |
| 3             | Klara Vasilj        | 32            | Croazia       |
| 4             | Denica Angelova     | 30            | Bulgaria      |
| 4             | Maja Koput          | 30            | Polonia       |

| Battute vincenti | Battute vincenti | Battute vincenti | Battute vincenti |
| Pos.             | Nome             | Punti            | Squadra          |
| ---------------- | ---------------- | ---------------- | ---------------- |
| 1                | Denica Angelova  | 17               | Bulgaria         |
| 2                | Yuzuki Baba      | 16               | Giappone         |
| 2                | Suliane Davis    | 16               | Stati Uniti      |
| 2                | Mila Vlahovic    | 16               | Belgio           |
| 5                | Elena Martić     | 15               | Serbia           |
| 5                | Darina Naneva    | 15               | Bulgaria         |
| 5                | Maša Vrcelj      | 15               | Serbia           |
| 5                | Zhai Yurui       | 15               | Cina             |